# Institut des manuscrits de Bakou

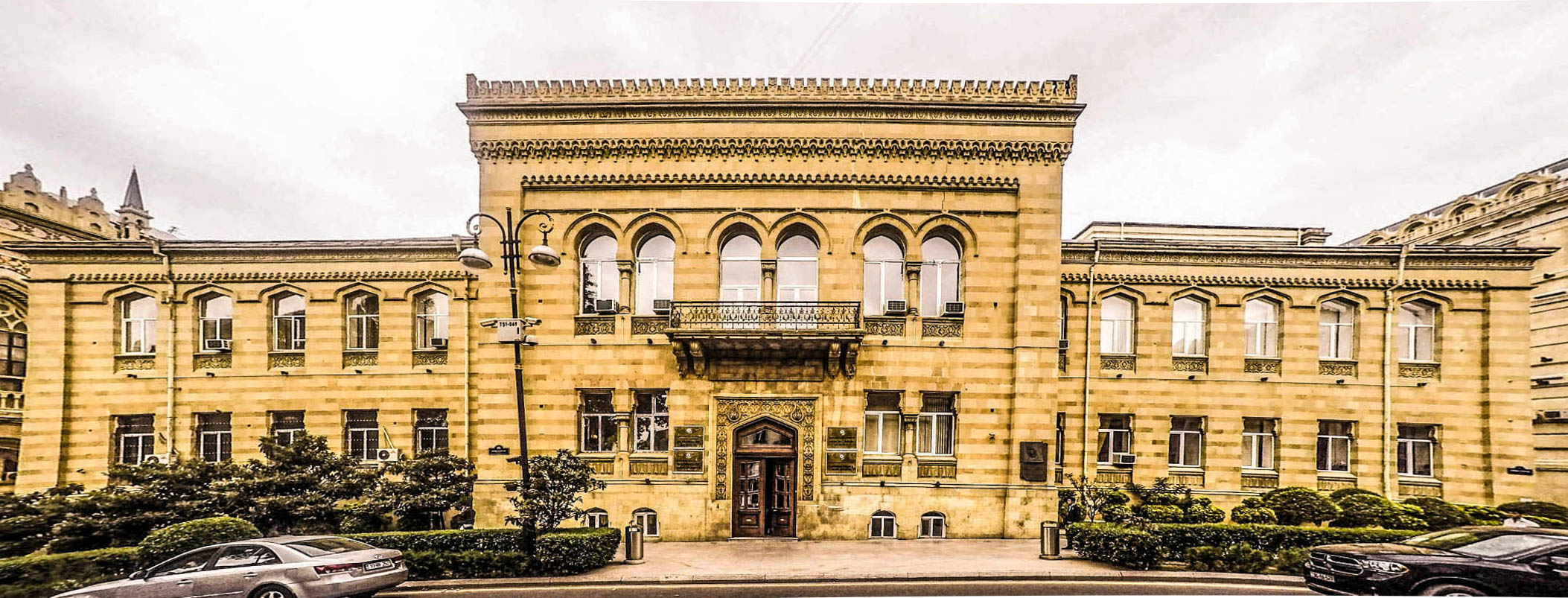
Façade de l'institut des manuscrits en 2015.

L'institut des manuscrits de l'académie des sciences de Bakou Mohammad Fouzouli (en azéri: Məhəmməd Füzuli adına Əlyazmalar İnstitutu ; en russe: Институт рукописей Национальной Академии Наук Азербайджана имени Мухаммеда Физули)  est un institut dépendant de l'académie nationale des sciences de la république d'Azerbaïdjan situé à Bakou, la capitale, dont le but est de préserver et d'étudier des collections de manuscrits et d'enluminures, datant pour la plupart de l'époque médiévale (Xe siècle au XVIIIe siècle). Il est chargé également d'assurer les traductions et la publication des manuscrits et de procéder à de nouvelles acquisitions. L'institut fondé en 1986 dans les dernières années de l'URSS est abrité dans les locaux de l'ancien pensionnat musulman de jeunes filles Impératrice-Alexandra, bâti en 1899-1901 sur les fonds du riche entrepreneur et philanthrope azéri, Zeïnalabdine Taguiïev (1823-1924). Par la suite l'édifice a abrité le soviet des députés travailleurs, paysans et soldats de l'Azerbaïdjan soviétique, puis le présidium du soviet suprême d'Azerbaïdjan.

## Historique
L'idée de la fondation d'un institut scientifique de préservation des manuscrits apparaît en 1924 à l'occasion de la tenue du premier congrès régional azéri qui prévoyait l'ouverture d'une bibliothèque comprenant plusieurs départements scientifiques consacrés aux manuscrits anciens et livres rares. La bibliothèque à l'origine dépendait de la Société d'études de l'Azerbaïdjan, puis a dépendu de l'institut de littérature Nizami. C'est en 1950 que l'académie des sciences de la république socialiste soviétique d'Azerbaïdjan a commencé à constituer un fond conséquent de manuscrits qui a donné lieu à la fondation de l'institut actuel en 1986. Il a reçu le nom de Mohammad Fouzouli en 1996. Le fond a été dirigé de 1972 à 1980 par le fameux iranologue soviétique, Roustam Aliïev (1929-1994). Dans les années 2000, l'institut abritait 390 manuscrits et écrits anciens dans le domaine de la médecine et de la pharmacie, dont 363 manuscrits parmi lesquels 222 sont rédigés en persan, 71 en arabe et 70 en turc.
L'institut est dirigé par le docteur Pacha Karimov.

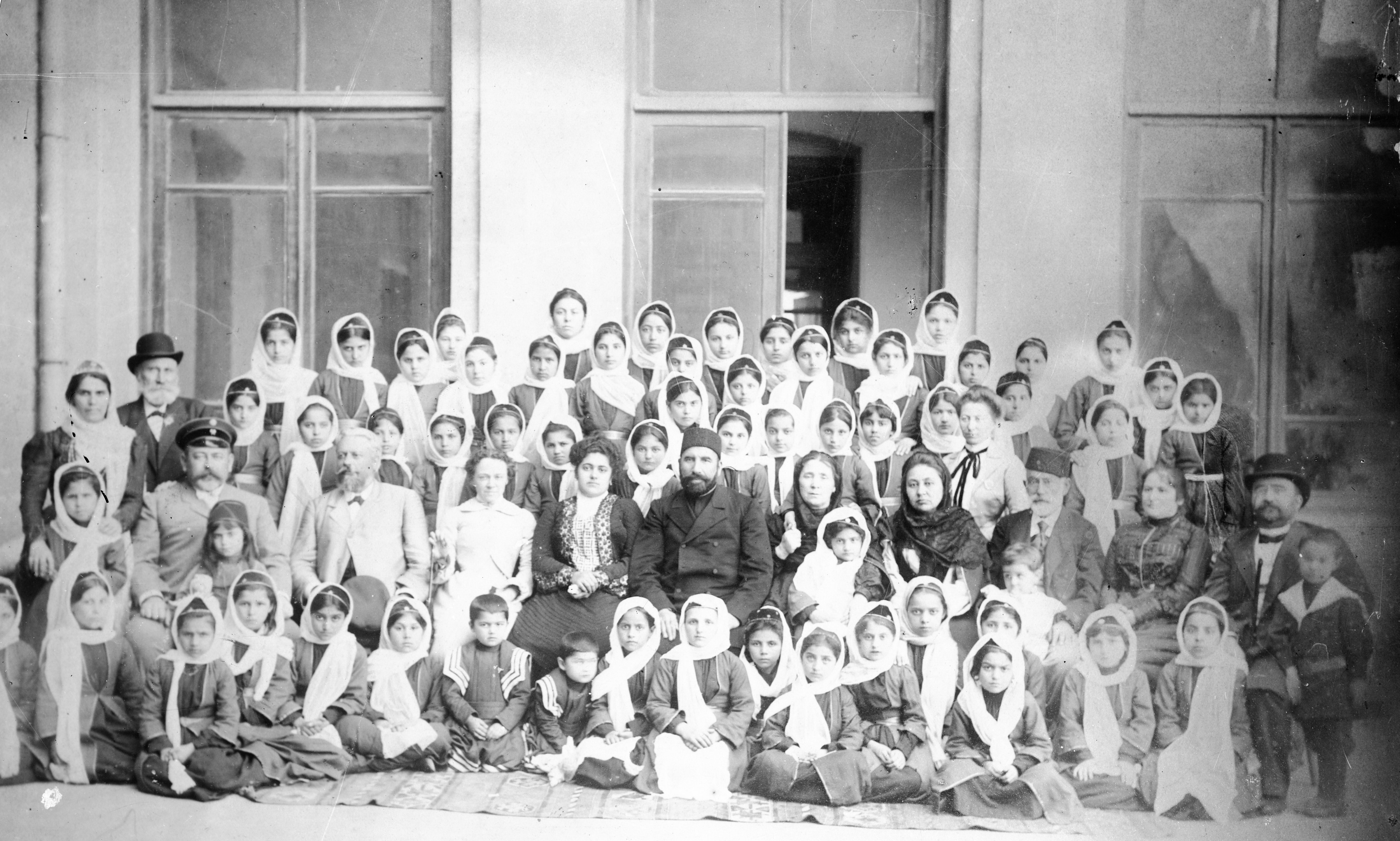
Photographie de classe des pensionnaires dans les années 1900.

## Structure

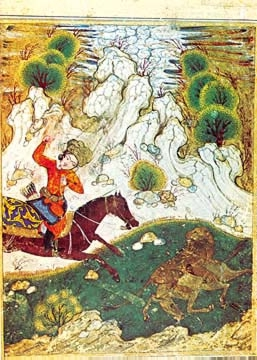
Miniature des Sept Beautés de Nizami, Vahram Gour à la chasse (1636).

- Département des manuscrits turcs
- Département des manuscrits arabes
- Département des manuscrits persans
- Département des fonds privés
- Département de bibliographie et des services
- Département d'hygiène et de restauration
- Département des traductions et de l'information

## Collections

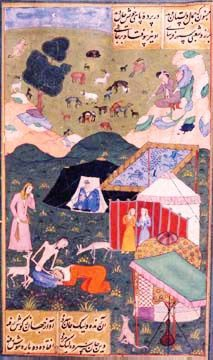
Majnoun au désert, école de Boukhara (1648)
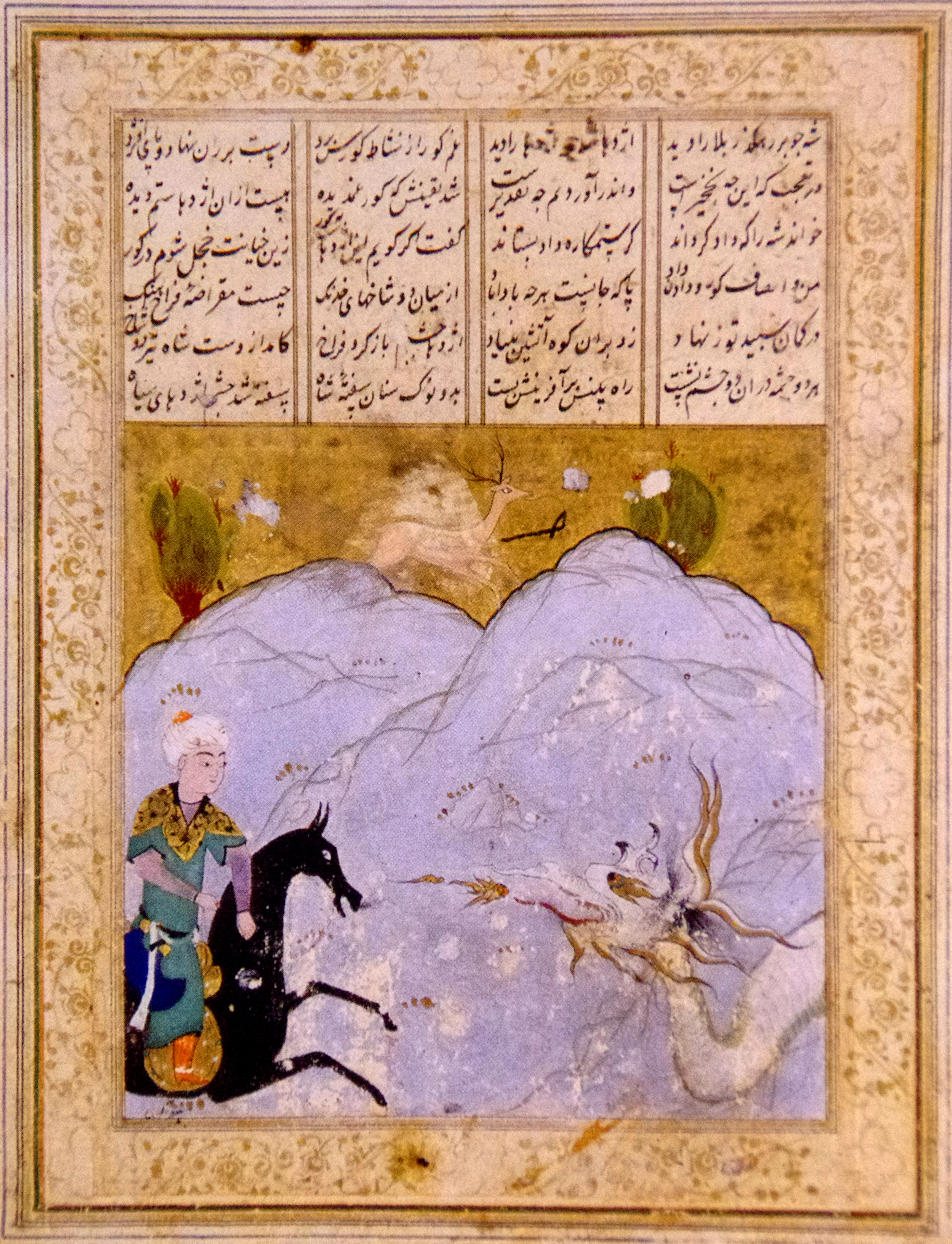
Vahram Gour tue le dragon, Khamseh de Nizami (XVIe siècle) 24 cm X 33 cm
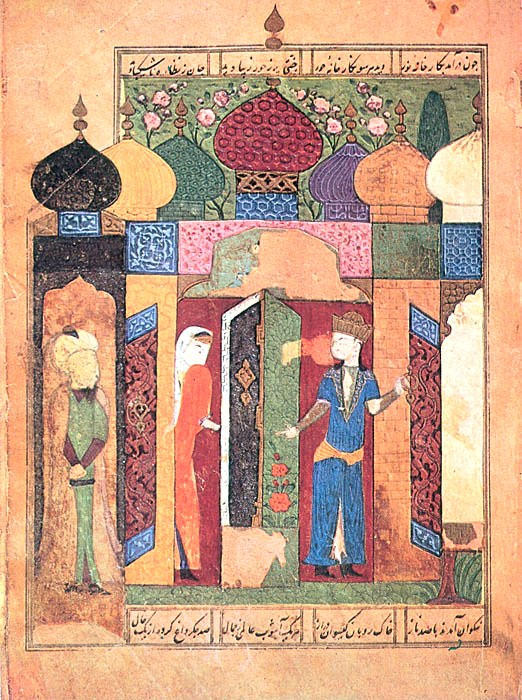
Vahram Gour et les sept pavillons, miniature des Huit Jardins du paradis d'Amir Khousrow (1496)
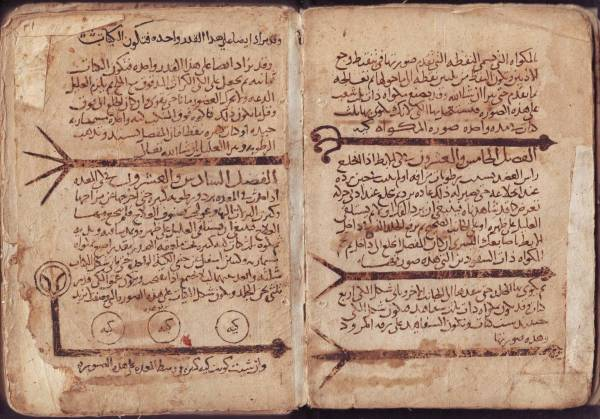
Traité du XIIIe siècle à propos des instruments de chirurgie

## Source
- (ru) Cet article est partiellement ou en totalité issu de l’article de Wikipédia en russe intitulé « Институт рукописей Национальной Академии Наук Азербайджана » (voir la liste des auteurs).